# 鲍泽敏
鲍泽敏（1966年11月—），男，汉族，中华人民共和国军事人物，中国人民解放军少将。曾任北京卫戍区副政治委员。现任中共江西省委常委，江西省军区政治委员。